# Jerningham Junction
Jerningham Junction es una localidad de Trinidad y Tobago, que forma parte del borough de Chaguanas.

## Geografía
La localidad abarca parte de la isla Trinidad y limita al norte con Munroe Settlement, al sur con Endeavour Village, Homeland Gardens y Esmeralda, al este con Cunupia y Chin Chin (Couva-Tabaquite-Talparo) y al oeste con Charlieville y Endeavour Village.

## Demografía
Datos demográficos de la localidad de Jerningham Junction:
| Gráfica de evolución demográfica de Jerningham Junction entre 2000 y 2011 |
|                                                                           |